# Taberno
Taberno község Spanyolországban, Almería tartományban. Lakosainak száma 962 fő (2024).

## Földrajza
Taberno Vélez-Rubio, Huércal-Overa, Arboleas, Albox és Zurgena községekkel határos.

## Népesség
A település lakosságának változását az alábbi diagram mutatja:
| Lakosok száma | 990  | 1081 | 1106 | 1131 | 1205 | 1029 | 972  | 925  | 996  | 962  |
|               | 2001 | 2004 | 2006 | 2009 | 2011 | 2014 | 2016 | 2019 | 2021 | 2024 |